# Listerländska
Listerländska är en dialekt som tillhör det skånska språkområdet och talas på Listerlandet i västra Blekinge. 
Flertalet talare är äldre och dialekten är ovanlig bland yngre, även om spår märks i det nutida talspråket. 

## Fonetik
Listerländska präglas av omfattande diftongering: ål [au̯ːl], äta [aɪːda], en mås [uɪ̯ːna mau̯ːgɛ]. Svenskans icke-tonande konsonanter /p/, /t/ och /k/ (efter lång vokal i medial och final position) motsvaras av tonande /b/, /d/ och /g/, som i sopa [seu̯ːba], gata [gaːdɛ], vik [veɪ̯ːg]. Vokalen /i/ uttalas långt bak i svalget med tydligt /i/-efterslag: [eɪ̯].  Till skillnad från andra sydsvenska dialekter har listerländskan inte tungrots-r [ʁ] utan rullande, tungspets-r [r]. Före annan konsonant faller /r/ bort och det föregående vokalljudet förlängs och blir mera öppet; båt uttalas alltså [bau̯ːd] och bort uttalas [bua̯ːt]. 
Svenskans /v/ uttalas som engelskt /w/ [w] eller sje-ljud [ʍ] när det följer efter /k/, /s/ eller /t/: två [twau̯ː], kvart [qwaːt], Sverige [swɛa̯ːjɛ].
Unikt för listerländskan är tilltalsordet kaa som används till både män och kvinnor. Mjällby AIF:s kampsång heter "Göra maul kaa". Däga och gribba är ord för "flicka", "tjej" eller "kvinna" (kwinna).
Listerländskan har också helt egna räkneord, ursprungligen påkomna av fiskare som ville kunna diskutera priser utan att ditresta skulle kunna förstå.

## Ord och fraser
manet [au̯ːlawɑːbɛl]

åker [stɪkːɛ]

potatis [jeu̯a̯ːpɛːrɛ]

orka [tøʏ̯ːa]

/da a ente gjoat ij äjtt braurag, sa drängen/

[da ɛ aɪ̯ntɛ jua̯ːt eɪ̯ uɪ̯t brau̯rɑːg, sɑːɛ draɪ̯ŋːɛn]

'det är inte gjort i ett brådrask, sa drängen'.

/da a sau sjauat sau da gaua öva mitt fåstaunn å in pau sissas/

[da ɛ sau̯ sʍau̯ːat sau̯ da gau̯ːa øːvə meɪːt faːstau̯n]

'det är så svårt att det går över mitt förstånd och in på hustruns'